# Twemco
Twemco es un fabricante de relojes con pantalla de tablillas de Hong Kong, China. La empresa se fundó en 1956, centrándose prioritariamente en el campo de la relojería a partir de 1968. La fábrica está ubicada en la barriada del Príncipe Eduardo de Hong Kong.

## La empresa
Twemco es el principal fabricante mundial de relojes automáticos, y sus productos se convirtieron en un símbolo de la ingeniería de precisión de Hong Kong a mediados del siglo XX. La empresa afirma haber vendido casi 1 millón de relojes.
El diseño de sus relojes de escritorio se asemeja al del primer reloj de mesa del mundo, el Cifra 3 diseñado en Italia en 1965.
En Hong Kong, los relojes Twemco son un elemento fijo en bancos, edificios gubernamentales y oficinas. Esto ha llevado a que se asocien con la estética cinematográfica del director hongkonés Wong Kar-wai.